# Ninhue
Ninhue ist eine Gemeinde in der Provinz Itata in der Región de Ñuble in Chile. Bei der Volkszählung im Jahr 2017 hatte sie 5213 Einwohner. Die Gemeinde erstreckt sich über eine Fläche von 401,2 km².

## Geschichte
Die Gemeindehauptstadt Ninhue begann sich um das Jahr 1770 zu entwickeln. Ihren Ursprung verdankt sie der Pfarrkirche von Ninhue, um die sich erste Siedler niederließen. Diese ließen sich auf den Ländereien der ehemaligen Güter Chimilto und Coroney nieder.
Die verwaltungstechnischen Ursprünge der Gemeinde reichen bis ins Jahr 1860 zurück. In diesem Jahr wurde durch ein Gesetz der Regierung unter Präsident Manuel Montt Torres die Enteignung von Land vorgenommen und das Dorf Ninhue geformt. Bereits 1861 wurde die Gemeinde (Municipalidad) offiziell eingerichtet. Schließlich wurde am 22. Dezember 1891 unter der Präsidentschaft von Jorge Montt Álvarez der Ort formell als Villa de Ninhue gegründet.

## Bevölkerung
Laut der Volkszählung des Nationalen Statistikinstituts von 2002 hatte Ninhue 5738 Einwohner (2920 Männer und 2818 Frauen). Davon lebten 1433 (25 %) in städtischen Gebieten und 4305 (75 %) auf dem Land. Zwischen den Volkszählungen von 1992 und 2002 sank die Bevölkerung um 10,6 % (679 Personen). Im Jahr 2017 zählte man 5213 Personen.

## Orte
In der Gemeinde Ninhue befinden sich folgende Orte:
- Ninhue
- Hualte
- San José
- Reloca
- Quirao
- Quitripín
- Rincón
- Coyanco
- Coipín
- Hualte Peñaflor
- Agua Fría
- Cerro Ninhue
- Los Corteses
- La Isla
- Los Cardones
- Pichoco
- Pangue
- Villa Alegre
- La Posta
- Lonquén
- Torrecillas
- Chimiltito
- La Invernada
- Chequén